# No.1 (槙原敬之歌曲)
《No.1》（日语：ナンバーワン），是日本男性創作歌手槙原敬之的第8張單曲。1993年9月1日由WEA MUSIC（日本華納音樂）發行。

## 解說
單曲《No.1》歌詞描寫的「巧克力工廠」實際地點位於槙原的出身地（明治大阪廠）。另外，「那個河原」指的不是女瀨川而是芥川（芥川櫻堤公園）。
該歌曲在當年發行之後也如歌名一般登上公信榜最高排行第1名、67萬張（Oricon統計）的最高銷售紀錄，並與週間最高排行第2名ZARD的「再多些 再多一些…」也如歌名一般並列在第1名和第2名之間。此事後來在2004年富士電視台的電視節目《小知識之泉》被介紹。
2015年10月31日上映的漫畫改編真人電影《俺物語!!》採用了由槙原特別重新編曲的版本，並在上映前3天的10月28日發行配信限定單曲。

## 收錄歌曲
全由槙原敬之作詞、作曲、編曲。
1. No.1
  - KDD（日语：国際電信電話）「001」廣告歌曲
2. 髪切日
3. No.1（Original Karaoke）

## 翻唱
本專輯的主打歌曲《No.1》也有以下的翻唱/改編版本：

### 日語翻唱
- 美吉田月（日语：美吉田月）（2008年，專輯「Ska Flavor #1」）

### 外語改編
- 1993年11月，國語版本由俞允斌演唱，歌名為《你是今生唯一的人》，由陳為民填詞，收錄於專輯《LOST CHRISTMAS》中[4]。
- 1994年10月，粵語版本由陳山聰演唱，歌名為《ABCD》，由林振強填詞，收錄於專輯《Exposure》中。